# Pseudotrójpłatnik
Pseudotrójpłatnik (Paratriaenops) – rodzaj ssaków z rodziny rogonosowatych (Rhinonycteridae).

## Rozmieszczenie geograficzne
Rodzaj obejmuje gatunki występujące na Madagaskarze, Seszelach i atolu Aldabra.

## Morfologia
Długość ciała (bez ogona) 47–64 mm, długość ogona 17–28 mm, długość ucha 14,5–20 mm, długość tylnej stopy 5,7–6,2 mm, długość przedramienia 41,4–51 mm; masa ciała 3–9 g.

## Systematyka
Rodzaj zdefiniowali w 2009 roku czescy zoolodzy Petr Benda i Peter Vallo w artykule zatytułowanym Rewizja taksonomiczna rodzaju „Triaenops” (Chiroptera: Hipposideridae) z opisem nowego gatunku z południowej Arabii i definicjami nowego rodzaju i plemienia, opublikowanym w czasopiśmie „Folia Zoologica”. Gatunkiem typowym jest (oryginalne oznaczenie) pseudotrójpłatnik malgaski (P. furculus).

### Etymologia
Paratriaenops: gr. παρα para ‘blisko, obok’; rodzaj Triaenops Dobson, 1871 (trójpłatnik).

### Podział systematyczny
Taksony wyodrębnione z Triaenops. Do rodzaju należą następujące gatunki:
| Grafika | Gatunek                | Autor i rok opisu           | Nazwa zwyczajowa             | Podgatunki         | Rozmieszczenie geograficzne | Podstawowe wymiary                                            | Status IUCN |
| ------- | ---------------------- | --------------------------- | ---------------------------- | ------------------ | --- | ------------------------------------------------------------- | ----------- |
|         | Paratriaenops auritus  | (G. Grandidier, 1912)       | pseudotrójpłatnik złotawy    | gatunek monotypowy | endemit Madagaskaru (najbardziej skrajnie na północ, południe do około 14° szerokości geograficznej południowej (między Ambilobe i Antsohihy)) | DC: 4,7–6,4 cm DO: 1,9–2,8 cm DP: 4,3–5,1 cm MC: 5–8 g        | VU          |
|         | Paratriaenops furculus | (Trouessart, 1906)          | pseudotrójpłatnik malgaski   | gatunek monotypowy | endemit Madagaskaru (wąski pas wzdłuż większości zachodniego wybrzeża); zakres wysokości: 0–140 m n.p.m.                                       | DC: 5–6 cm DO: 1,9–2,7 cm DP: 4,2–4,9 cm MC: 3–9 g            | LC          |
|         | Paratriaenops pauliani | S.M. Goodman & Ranivo, 2009 | pseudotrójpłatnik aldabarski | gatunek monotypowy | endemit Seszeli (atol Aldabra (wyspa Picard))                                                                                                  | DC: brak danych DO: 1,7–2,1 cm DP: 4,1–4,5 cm MC: około 6,5 g | DD          |

Kategorie IUCN:  LC  – gatunek najmniejszej troski,  DD  – gatunki o nieokreślonym stopniu zagrożenia.